# Ünür, Çankırı
Ünür là một thị trấn thuộc thành phố Çankırı, tỉnh Çankırı, Thổ Nhĩ Kỳ. Dân số thời điểm năm 2010 là 1.183 người.